# David Karlović
David Karlović (Virovitica, 14. srpnja 1885. − Zürich, 10. prosinca 1946,), hrvatski ekonomist, matematičar, dužnosnik NDH, politički emigrant i pravnik. Bio saborskim i zagrebačkim zastupnikom. Bio je židovskog podrijetla.

## Životopis
Rodio se je u Virovitici. U Zagrebu završio studij matematike na Filozofskom fakultetu. U Beču završio komercijalne znanosti u Visokoj trgovačkoj školi u Beču. Godine 1920. doktorirao je na Pravnom fakultetu u Zagrebu. Bio je docent i profesor u Visokoj školi za trgovinu i promet (1920. – 25.), potom redoviti profesor znanosti o trgovini, trgovačke aritmetike i tehnike međunarodne trgovine u Ekonomsko-komercijalnoj visokoj školi u Zagrebu (1926. – 43.), gdje je triput bio dekan, dva puta prodekan te rektor (1927. – 1929.) i prorektor (1929. – 1931.). Dugogodišnji odbomik Hrvatskog radiše, čije je Zadruge ravnateljstva bio član 1936. – 1938. te 1944. i član ravnateljstva. Veljače 1942. članom Hrvatskoga državnog sabora. 
1930-ih bio član nadzornog odbora Starčevićeva doma d.d.
Istodobno, bio je 1934. – 41. predstojnik Trgovačkog instituta u Zagrebu. Član Hrvatske stranke prava i zastupnik u Saboru. Od 1943. u emigraciji. Doglavnik Mile Budak je u dopisu svibnja ili lipnja 1941. poglavniku Paveliću, nakon što mu je to usmeno naložio, naznačio za početak skupinu osoba koje bi imale pravo na priznanje arijskih prava i među njima je spomenuo Karlovića. Početkom ožujka 1943. službeno je posjetio Bugarsku. Bio je na čelu hrvatskoga zadrugarskog izaslanstva, zbog uspostavljanja veza s bugarskim zadružnim radnicima. U Švicarsku je emigrirao na neuobičajen način i u neobičnim okolnostima. Bio je hrvatski nacionalist i podupiratelj ustaša i kao takav dobio počasno arijevsko pravo iako je Židov. Prema izvješću jugoslavenskog obavještajca Perića ministru vojske 24. lipnja 1943., i Švicarsku su Karlovića sklonili upravo ustaše, radi spašavanja od najnovijih progona Židova u Hrvatskoj. Karlović je nastavio raditi na hrvatskoj stvari. Radio je na osnivanju hrvatskog odbora u Švicarskoj 1943., uz prof. Kriškovića, bivšeg konzula Paskijevića, književnika Jure Pavičića i dr. Nastavio je usposavljati kontakte sa zadrugarskim prvacima, radi buđenja naklonosti prema Hrvatskoj, što mu je uspijevalo. U Švicarskoj je bio dio male hrvatske kolonije koju su tvorili članovi Stalnog trgovačkog izaslanstva NDH u Zürichu: Joža Milković, D. Petri, dr. Mikšić, Josip Cabas, izvjestitelj agencije „Velebit“ Janešković, Ivan Meštrović, Petar Digović, Stjepan Gaži kao pouzdanik dr. Krnjevića, dr. Aleksander Licht, dr. Peroslav Čikara Paskijević, Ivan Prpić, V. Kovačević, dr. Marko Tarle, Vlaho Raič, Šime Pelicarić i Meneghello Dinčić. Hrvatsku napustio u proljeće 1945. godine.
Objavio je niz udžbenika i strukovnih priručnika. Glavna djela: Tehnika međunarodne trgovine (I–II, 1921–22), Praktične vježbe iz trgovačke aritmetike (I–II, 1923–29).
Surađivao na projektu Hrvatske enciklopedije - svezak III.